# بوحمدان
بوحمدان (به عربی: بوحمدان) یک شهرداری در الجزایر است که در استان قالمه واقع شده‌است. بوحمدان ۴٬۵۱۷ نفر جمعیت دارد.